# Футбол в Парагвае
Футбол является наиболее популярным видом спорта в Парагвае. Сборная Парагвая участвовала в восьми чемпионатов мира по футболу и достигла успеха, выиграв два турнира Кубка Америки. «Олимпия» является наиболее преуспевающим клубом в стране, доминируя как на внутренних, так и на международных соревнованиях. Футбольная система лиг Парагвая подразделяется на четыре дивизиона. В 2020 году высший дивизион парагвайского футбола занял восьмое место в мировом рейтинге, опубликованном Международной федерацией футбольной истории и статистики (IFFHS).

## История
Футбол появился в Парагвае в конце 1800-х годов, история имеет несколько разных версий, однако наиболее распространенная из них связана с Уильямом Паатсу. Согласно этой версии, футбол впервые был представлен в Парагвае голландским иммигрантом по имени Уильям Паатс. В 1888 году Паатс переселился из Нидерландов в столицу Парагвая, Асунсьон. Во время своей поездки в Буэнос-Айрес Паатс приобрел футбольный мяч и привез его в Асунсьон с целью популяризации этого незнакомого вида спорта среди местных жителей. Изначально футболом занимался высший класс общества, однако вскоре стал пользоваться огромной популярностью и быстро распространился по всей стране, завоевав сердца людей всех социальных слоев.

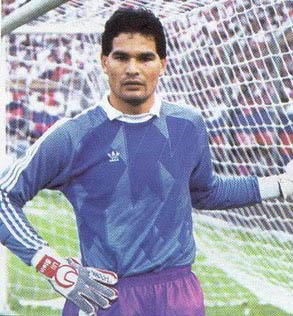
Хосе Луис Чилаверт заслуженно считается самой яркой звездой этой страны. Вратарь Чилаверт был признан Международной федерацией истории и статистики футбола лучшим вратарем мира трижды — в 1995, 1997 и 1998 годах. Его выдающиеся навыки, лидерство и вклад в команду сделали его одним из наиболее узнаваемых и уважаемых голкиперов своего времени.

Существует и другая версия, связанная с зарождением футбола в Парагвае немного раньше, в 1886 году, в районе Борхи. В своей книге Мигель Анхель Бестард рассказывает историю, связанную с английскими железнодорожниками, которые устраивали матчи против местных жителей Парагвая. Команда англичан была названа «Эвертон» в честь клуба из Англия. Это представление противоречит предыдущей версии истории, связанной с Уильямом Паасу, и показывает, что футбол в Парагвае имел несколько независимых истоков, которые способствовали его развитию в стране.
В 1900 году на Пласа-де-Армас, расположенной в центре Асунсьона, проводились небольшие турниры по футболу. Благодаря огромной популярности и высокому уровню посещаемости игр, Уильям Паатс решил основать первый футбольный клуб в Парагвае, который в 1902 году получил название «Олимпия». К 1906 году количество футбольных клубов в Парагвае значительно увеличилось, и была создана Парагвайская футбольная ассоциация, которая стала руководящим органом футбола в стране. В 1910 году Парагвай сформировал свою первую национальную футбольную команду для проведения матча против команды из Корриентеса, Аргентина. Однако официальные международные игры между Парагваем и Аргентиной не проводились до 1919 года. В этом году аргентинская сборная посетила Асунсьон, где прошли первые официальные матчи между двумя странами. Таким образом, Парагвай смог сыграть свой первый официальный международный матч.
Парагвайская футбольная ассоциация присоединилась к КОНМЕБОЛ в 1921 году и ФИФА в 1925 году.
С течением времени футбол в Парагвае значительно расширился, и на территории страны существует более 1600 команд, участвующих в различных лига. Каждая из этих команд стремится пробиться в высший дивизион, проходя через разные уровни нижестоящих дивизионов. Рост и развитие парагвайского футбола явно проявляются через достижения как на клубном, так и на сборной уровне. На клубном уровне «Олимпия» имеет впечатляющий список побед на международных соревнованиях. В общей сложности клуб завоевал восемь международных титулов, включая три Кубка Либертадорес и один Межконтинентальный кубок. Эти успехи подтверждают силу и престиж парагвайского футбола на клубной международной арене. Сборная Парагвая по футболу также достигла значительных успехов. Она принимала участие в восьми чемпионатах мира по футболу, дважды победила в турнирах Кубка Америки и завоевала серебряную медаль на Олимпийских играх 2004 года. Эти достижения сделали Парагвай четвёртой по результативности футбольной страной в Южной Америке, уступая лишь Аргентине, Бразилии и Уругваю. Все эти факты свидетельствуют о важной роли футбола в культуре и спорте Парагвая, а также о его влиянии на развитие спортивного потенциала страны.
Среди самых значимых и успешных футболистов в истории Парагвая можно выделить таких выдающихся игроков, как Арсенио Эрико, Аурелио Гонсалес, Ромерито и Хосе Луис Чилаверт. Они оставили неизгладимый след в парагвайском футболе и получили заслуженное признание как внутри страны, так и за её пределами.
В 2016 году Роке Санта-Крус был признан одним из величайших игроков в истории Парагвая. Его вклад в развитие парагвайского футбола и достижения на клубном и сборной уровнях были высоко оценены. Роке Санта-Крус стал символом успеха и превосходства в парагвайском футболе, а его талант и достижения подняли его на заслуженную высоту в истории футбола Парагвая.

## Сборная

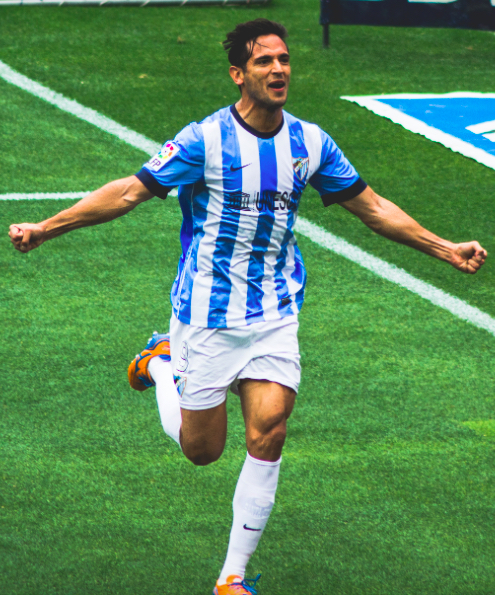
Роке Санта-Крус — лучший бомбардир национальной сборной с 32 голами.

Мужская сборная Парагвая, контролируется Парагвайской футбольной ассоциации. Команда успешно прошла отборочные туры на восемь чемпионатов мира по футболу, а их лучший результат был достигнут в 2010 году, когда они смогли добраться до четвертьфинала турнира. Парагвай дважды становился чемпионом Кубка Америки в 1953 и 1979 годах. В истории сборной Парагвая наиболее высокий рейтинг в мировом рейтинге ФИФА составлял 8-е место (март 2001 года), а самым низким было 103-е место (май 1995 года). В 1996 году Парагвай занял второе место в номинации «Лучшие движение года» за свои достижения в рейтинге ФИФА. Наиболее успешным периодом для команды было время, когда ею руководил аргентинец Херардо Мартино, который был назван «Тренером года Южной Америки» в 2007 году. Под его руководством Парагвай впервые в истории пробился в четвертьфинал чемпионата мира по футболу в 2010 году и достиг финала Кубка Америки в 2011 году, где занял второе место. На чемпионате мира по футболу 1998 года Карлос Гамарра и Хосе Луис Чилаверт были включены в сборную всех звёзд турнира. Пауло да Сильва провел больше всего матчей за национальную команду — 148 матчей, а Роке Санта-Крус лучший бомбардир за всю историю с 32 голами.
Женская сборная Парагвая, достигла относительно скромных результатов в прошлом, так как она ни разу не смогла пройти квалификацию на Чемпионат мира по футболу среди женщин. Однако, в последнее время наблюдается положительная динамика в её выступлениях. На Кубке Америки по футболу 2022 года, Парагвай впервые с 2006 года смог выйти в полуфинал. Такое развитие событий свидетельствует о улучшении состояния и росте силы женского футбола в Парагвае.

## Система лиг

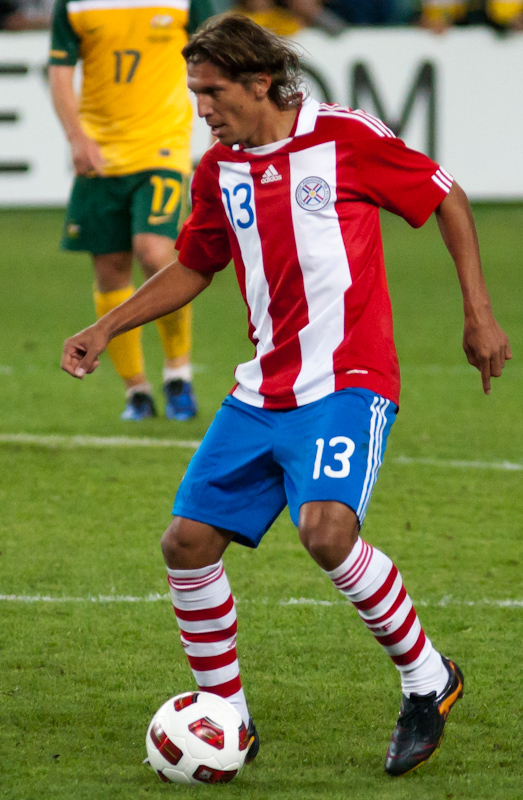
Бывший игрок национальной сборной Энрике Вера начинал свою карьеру в низших лигах Парагвая.

Футбольная система лиг Парагвая разделена на четыре дивизиона:
- Первый дивизион
- Промежуточный дивизион
- Третий дивизион[англ.]
- Четвертый дивизион[англ.]

Согласно системе продвижения в первый, второй и третий дивизион Парагвая, клубы могут начать свой путь с лиг четвёртого уровня, которые включают в себя региональные и столичные лиги. Однако, чтобы продвинуться на более высокий уровень, клубам необходимо достичь определённых результатов.
Некоторые из бывших игроков сборной Парагвая, такие как Энрике Вера, Оскар Кардозо, Нельсон Вальдес, Антолин Алькарас, Элвис Марекос, Пабло Себальос, Пауло да Силва, Кристиан Риверос и Виктор Касерес, начали свою профессиональную карьеру в низших лигах Парагвая.

## Игроки и рекорды

### Футболист года
| Год  | Игрок              | Клуб                     | Прим.  |
| ---- | ------------------ | ------------------------ | ------ |
| 2011 | Пабло Себальос     | Олимпия                  | [ 35 ] |
| 2012 | Пабло Агилар       | Спортиво Лукеньо Тихуана | [ 35 ] |
| 2013 | Анхель Ромеро      | Серро Портеньо           | [ 35 ] |
| 2014 | Фернандо Фернандес | Гуарани                  | [ 35 ] |
| 2015 | Дерлис Гонсалес    | Динамо Киев              | [ 35 ] |
| 2016 | Хуан Рохас         | Серро Портеньо           | [ 35 ] |
| 2017 | Мигель Альмирон    | Атланта Юнайтед          | [ 35 ] |
| 2018 | Мигель Альмирон    | Атланта Юнайтед          | [ 35 ] |
| 2019 | Роке Санта Крус    | Олимпия                  | [ 36 ] |
| 2020 | N/A                | N/A                      |        |
| 2021 | Густаво Гомес      | Палмейрас                | [ 37 ] |
| 2022 | Мигель Альмирон    | Ньюкасл Юнайтед          | [ 38 ] |

1. ↑  Первую половину 2012 года Агилар отыграл в аренде в «Спортиво Лукеньо», а вторую половину 2012 года в аренде в «Тихуане».

### Лучшие бомбардиры первого дивизиона
В данном списке приведены только данные, относящиеся к профессиональной эпохе, и не включены данные за период с 1906 по 1934 годы, который относится к любительской эпохе парагвайского футбола.
Ниже представлена таблица с 10 лучшими парагвайскими футболистами на профессиональном уровне:
| Место | Игрок               | Голов | Сезон |
| ----- | ------------------- | ----- | ----- |
| 1     | Фламинио Силва      | 34    | 1936  |
| 2     | Фернандо Фернандес  | 31    | 2014  |
| 3     | Сантьяго Сальлседо  | 30    | 2015  |
| 4     | Хосе Винсак         | 30    | 1940  |
| 5     | Теофило Салинас     | 28    | 1939  |
| 6     | Эрнан Родриго Лопес | 27    | 2006  |
| 7     | Эктор Нуньес        | 27    | 1994  |
| 8     | Леокадио Марин      | 27    | 1947  |
| 9     | Атилио Меллоне      | 27    | 1943  |
| 10    | Роке Санта Крус     | 26    | 2019  |

### Самые юные дебютанты
Ниже приведен список пяти самых молодых игроков, сделавших дебют в парагвайском футболе:
| Место | Игрок           | Возраст                  | Дата             |
| ----- | --------------- | ------------------------ | ---------------- |
| 1     | Кевин Перейра   | 14 лет 7 месяцев 21 день | 5 сентября 2018  |
| 2     | Фернандо Овелар | 14 лет 9 месяцев 22 дня  | 28 октября 2018  |
| 3     | Педро Бенитес   | 15 лет 1 день            | 24 марта 1996    |
| 4     | Ариэль Галеано  | 15 лет 19 дней           | 10 сентября 2016 |
| 5     | Хесус Медина    | 15 лет 2 месяца 7 дней   | 7 июля 2012      |

### Наибольшее количество голов
Ниже приведен неполный список самых результативных игроков в парагвайском футболе:
| Место | Игрок               | Голов |
| ----- | ------------------- | ----- |
| 1     | Сантьяго Сальлседо  | 152   |
| 2     | Эрнан Родриго Лопес | 127   |
| 3     | Хуан Самудио        | 119   |
| 4     | Фреди Барейро       | 112   |

## Стадионы
Самые главные стадионы страны:
- «Дефенсорес дель Чако»
- «Генерал Пабло Рохас»
- «Антонио Аранда»

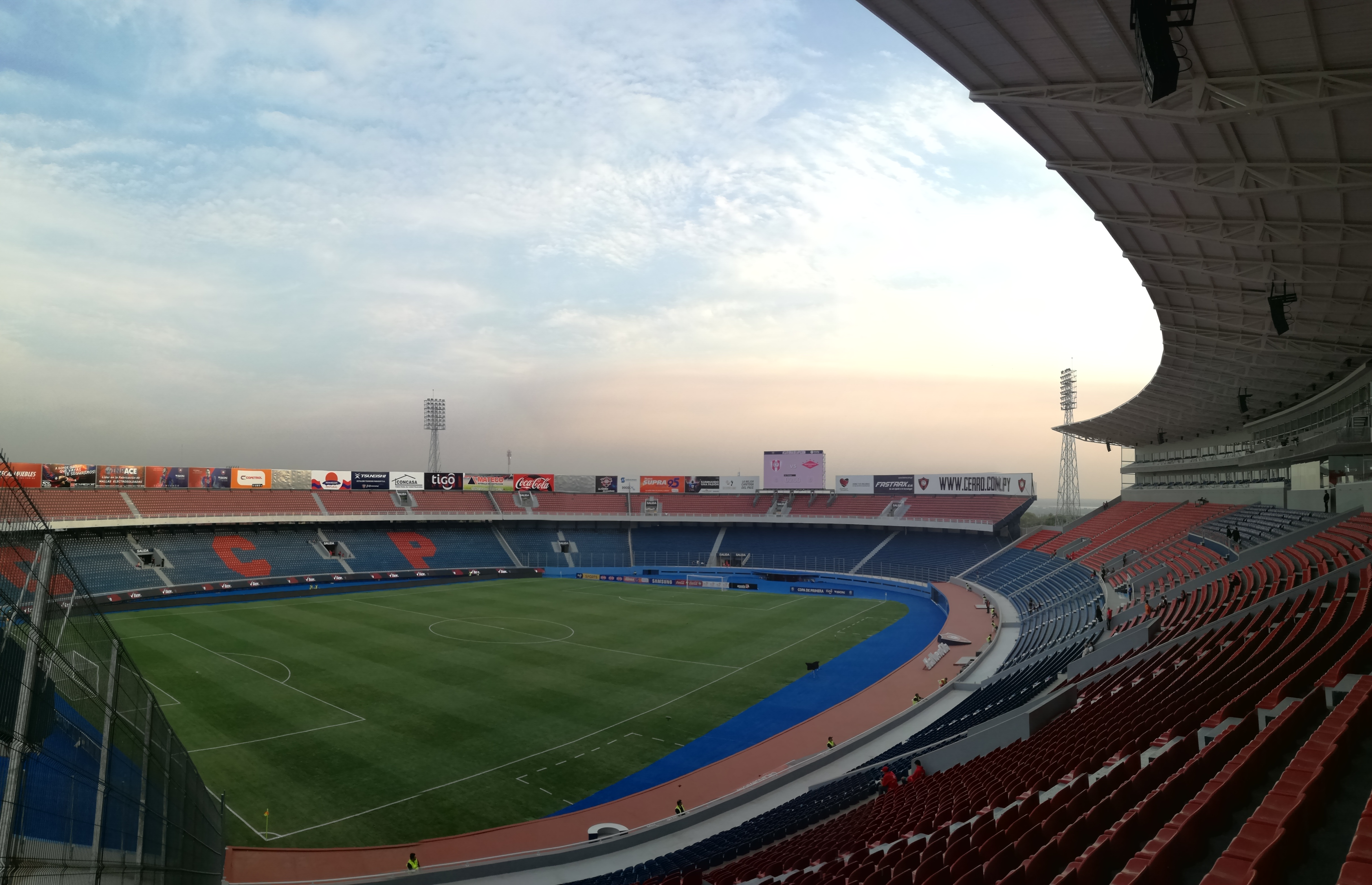
Самый большой стадион Парагвая — «Генерал Пабло Рохас» с вместимостью 51 000 зрителей.

На данных стадионах проводился Кубка Америки в 1999 году. Стадион «Дефенсорес дель Чако» исторически служит ареной для проведения футбольных матчей уже более столетия и занимает особое место в истории парагвайского футбола. В 2015 году стадион" Генерал Пабло Рохас", принадлежащий клубу «Серро Портеньо», приступил к процессу расширения и реконструкции с целью стать самым вместительным стадионом в стране, рассчитанным на 51 237 зрителей.